# Chapelle Notre-Dame de Völkerich
La chapelle Notre-Dame est un petit édifice religieux catholique se trouvant au centre du hameau de Völkerich, à Gemmenich en Belgique. Elle fut construite en 1737, en réalisation d’un vœu fait par les villageois, et reste aujourd'hui lieu de pèlerinage local et de processions lors de festivités mariales.

## Histoire
Au XVIIIe siècle, victimes d’une grave épidémie les habitants de Gemmenich font le vœu de construire une chapelle à Notre-Dame s’ils sont délivrés du fléau dévastateur. Quand l’épidémie prit fin la chapelle fut construite à Völkerich, comme ce fut promis. La clé d'arc de la porte d’entrée porte le millésime de 1737.  
Au XVIIIe siècle, et tout au long des XIXe et XXe siècle, la chapelle fut le rendez-vous des pèlerinages des habitants lorsque de grosses calamités s’abattaient sur la région, choléra ou peste pour les humains, fièvre aphteuse pour le bétail. Récemment encore, en 1976, la population vint en procession à Notre-Dame de Völkerich pour invoquer la Vierge Marie lors de la désastreuse sécheresse européenne qui, cet été-là, ravageait la région. 
La chapelle eut longtemps un desservant régulier. Le dernier en date, l’abbé Gaspard Franck, officia jusqu’au début des années 1900. Aujourd’hui, à part les processions mariales de l’Assomption, une messe y est dite annuellement le jour des Rogations et une autre pour les bienfaiteurs vivant et défunts de la chapelle.   

## Description
La chapelle Notre-Dame est carrée - 3m50 sur 3m50 - et se trouve au centre du hameau de Völkerich, autrefois dépendant de la commune de Gemmenich et aujourd’hui de l’entité de Plombière dans la région extrême orientale de Belgique, (proche de la frontière allemande), exactement à la bifurcation de la route nationale 608 avec le chemin de Graat.  
Le bâtiment est édifié en moellons de calcaire percés sur chaque côté d’une fenêtre en plein cintre à encadrement de pierre de taille. Sa porte, avec un même encadrement de pierre de taille, est frappée à la clé des millésimes 1737 et 1911, dates de sa construction et de sa rénovation. Sa toiture d'ardoises à 5 pans inégaux et à croupette (sur la façade) est surmontée d'un clocheton en son centre avec croix de fer et traditionnel coq.